# Juvanje
Juvanje – wieś w Słowenii, w gminie Ljubno. W 2018 roku liczyła 129 mieszkańców.